# André Souris
André Souris (Marchienne-au-Pont, 10 luglio 1899 – Parigi, 12 febbraio 1970) è stato un musicista belga.
Ha fatto parte della corrente artistica del Surrealismo belga.

## Biografia
André Souris concluse i suoi studi musicali (violino e composizione) nel 1918, al Conservatorio di Bruxelles. Studiò poi anche direzione d'orchestra.
Scoprì quindi la musica simbolista e quella neoclassica, Claude Debussy, Maurice Ravel, Igor Stravinsky.
Nel 1925 incontrò Paul Nougé durante un concerto che presentava per la prima volta in Belgio il Pierrot lunaire di Arnold Schönberg. A fianco della rivista "Correspondance" di Nougé, Goemans e Lecomte, Souris fondò "Musique" (due numeri) e pubblicò con Paul Hooreman Tombeau de Socrate, un omaggio a Erik Satie, e il pezzo Festivals de Venise.

Sempre con Hooreman, nel 1926 compose la parodia di Dessous des cartes di Nougé e cofirmò l'opuscolo Mariés de la Tour Eiffel, quando il lavoro di Jean Cocteau venne eseguito a Bruxelles. Collaborando alla rivista Distances, compose Quelques airs de Clarisse Juranville, piccola cantata su testo di Nougé, eseguita nell'aprile del 1928 al Conservatorio di Bruxelles e replicata nel 1930 e nel 1935. In occasione di una mostra di Magritte nel gennaio del 1929 diresse un concerto a Charleroi, con musiche di Paul Hindemith, Arthur Honegger, Darius Milhaud, Arnold Schönberg, Souris e Stravinsky, preceduto da una conferenza di Nougé sulla musica.
Nel 1932 André Souris cofirmò un altro opuscolo: La poésie transfigurée, sull'affare Louis Aragon. Collaborò poi, nel 1934, a Documents 34 di E. L. T. Mesens, e nel '35 al Bulletin international du surréalisme. Nel 1935 sottoscrisse anche il manifestino Le Couteau dans la plaie che riuniva per la prima volta il gruppo surrealista di Bruxelles (René Magritte, Mesens, Nougé, Scutenaire, Marcel Lecomte) e quello della Provincia di Hainaut, con Achille Chavée e Fernand Demoustier (che firmò con lo pseudonimo di Fernand Dumont).

Ma poiché il 21 gennaio 1936 diresse una Messa degli Artisti, André Souris si trovò escluso dal gruppo surrealista con un volantino firmato, in particolare, da Chavée, Dumont, Magritte, Mesens, Nougé e Lecomte. Dura ed ingiusta punizione per lui.
André Souris si interessò di musica antica, di musica dodecafonica, di jazz, di musica da film e di musiche etniche. Dal 1937 al 1945 fu direttore d'orchestra all'Istituto Nazionale di Radiodiffusione e nel 1945 direttore dello Studio Musicale del Seminario delle Arti, che svolse un ruolo importante nell'introduzione della musica seriale in Belgio. Inoltre fondò nel 1947 la rivista Polyphonie. Ebbe dei contatti con Karlheinz Stockhausen, e, lo stesso anno, presentò la prima opera di Pierre Boulez.
Dal 1949 al 1964 André Souris insegnò armonia al Conservatorio di Bruxelles e fu al tempo stesso direttore di ricerca sulle "intavolature per liuto" del XVI e XVII secolo presso il Centro Nazionale della Ricerca Scientifica (CNRS). Nel 1964, fece una trascrizione e orchestrazione per concerto di Les Fêtes d'Hébé che fu un importante contributo per la celebrazione del centenario di Jean-Philippe Rameau.

Souris compose anche numerose musiche per film, in particolare per Le Monde de Paul Delvaux.
André Souris è morto a Parigi il 12 febbraio 1970, all'età di 71 anni.
"Attivamente legato al movimento surrealista sin dal 1925, André Souris non ha mai cessato di interessarsi alle manifestazioni più ardite di tutte le arti e della filosofia, non senza un profondo rigore critico. La sua musica unisce una tecnica raffinata ad una sottile semplicità. Con i suoi scritti e con l'insegnamento egli ha contribuito ad una revisione delle nozioni tradizionali dell'estetica, fondata sull'analisi delle strutture della percezione propriamente musicale".

## Alcune composizioni musicali
André Souris ci ha lasciato numerose composizioni per orchestra da camera, orchestra a fiati, pianoforte, coro, e inoltre opere vocali, musiche di scena e musiche per film. Fra cui:
- 1916 - Tre poemi giapponesi per soprano e quartetto d'archi
- 1917 - Due poemetti per violino e piano
- 1925 - Piccola marcia patafisica
- 1925 - Tomba di Socrate
- 1925-1926 - L'autre voix: Corale, marche et galop per quattro ottoni
- 1925-1928 - Tre flonflons
- 1926 - Tre invenzioni per organo
- 1928 - Qualche aria di Clarissa Juranville
- 1928 - Collage per orchestra
- 1931 - "Burlesque" pentafonica
- 1932 - Danze del Rinascimento francese
- 1934 - Fatrasia
- 1937 - Fanfare e Scherzo
- 1937 - Ritornelli per quintetto a fiato
- 1939 - Sinfonie
- 1939 - Le Marchand d'images per soli, coro e orchestra
- 1942 - Filastrocche per bambini tristi
- 1943 - Danze della Mosa
- 1944 - Pezzo per contralto e piano
- 1946 - Le Monde de Paul Delvaux, De Renoir à Picasso, Persephone, Bruges
- 1958 - Cinque danze fiamminghe
- 1961 - Quattro fantasie di Henry Purcell per strumenti ad arco
- 1965 - Tre pezzi antichi per violino e contralto
- 1965 - Concerto fiammingo da temi rinascimentali

## Opere letterarie
- Bribes, Ediz. L'Arche, Parigi, 1950.
- Le Complexe d'Orphée, (Le labbra nude), Bruxelles, 1956.
- Paul Nougé et ses complices, in "Entretiens sur le surréalisme", sotto la direzione di Ferdinand Alquié, Ediz. Mouton, Paris-La Haye, 1968.
- Hommage à Babeuf, Bruxelles, 1969.
- Sept portraits de Marie enfant et un autre, con otto fotografie, (Le labbra nude), Bruxelles, 1971.
- Six ou sept notes, (Le labbra nude), Bruxelles, 1972.
- Entre musique et peinture, in collaborazione con René Magritte, (Le labbra nude), Bruxelles, 1972.
- Conditions de la Musique et autres écrits, con una bibliografia completa delle opere musicali di André Souris, Bruxelles-Paris, Ediz. dell'Università di Bruxelles-Edizioni del CNRS, 1976.

## Scritti su André Souris
- Paul Nougé, « André Souris », in Distances, Numero 1, Parigi, febbraio 1928
- Christian Bussy, Anthologie du surréalisme en Belgique, Ediz. Gallimard, Parigi, 1972
- Marcel Mariën, L'activité surréaliste en Belgique (1924-1950), Ediz. Lebeer-Hossman, Bruxelles, 1979
- René Magritte et le surréalisme en Belgique, Musei reali di belle arti del Belgio, Bruxelles, 1982
- Le mouvement surréaliste à Bruxelles et en Wallonie (1924-1947), Centre culturel Wallonie Bruxelles, Parigi, 1988
- Robert Wangermée, André Souris et le complexe d'Orphée ; entre surréalisme et musique sérielle, Ediz. Mardaga, Liegi, 1995
- Irène, Scut, Magritte & C°, Musei reali di belle arti del Belgio, Bruxelles, 1996, 558 pag.
- Alain Mascarou, Surréalisme et musique, la partition belge, in Europe, Numero 912, Parigi, aprile 2005
- Xavier Canonne, Le surréalisme en Belgique, 1924-2000, Fonds Mercator, Bruxelles, 2006 - ISBN 90-6153-659-6; Actes Sud, Parigi, 2007, ISBN 9782742772094

## Filmografia
- 1970: Introduction au Surréalisme en Belgique di Lucien Deroisy e Jean Dypréau. Produzione dek Service Cinéma du Ministère de l’Éducation Nationale, Bruxelles. Basato su testimonianze di André Souris. Probabilmente distrutto[2].
- La Déroute (1957), cortometraggio documentario di Ado Kyrou
- Le Banquet des fraudeurs (1951)
- Visite à Picasso (1949)
- Le Monde de Paul Delvaux (1944)
- Sur les routes de l'été (1936)